# Mugilogobius amadi
Mugilogobius amadi е вид бодлоперка от семейство Попчеви (Gobiidae). Видът е критично застрашен от изчезване.

## Разпространение
Разпространен е в Индонезия (Сулавеси).

## Описание
На дължина достигат до 14,5 cm.